# Comuna Volovița, Soroca
Comuna Volovița este o comună din raionul Soroca, Republica Moldova. Este formată din satele Volovița (sat-reședință) și Alexandru cel Bun.

## Geografie
Distanța directă pîna în or. Soroca este de 7 km. Distanța directă pîna în or. Chișinău este de 122 km.

## Demografie
La recensământul din 2004 erau 1 891 de locuitori. În comuna Volovița au fost înregistrate 658 de gospodării casnice în anul 2004, iar mărimea medie a unei gospodării era de 2.9 persoane.
Conform datelor recensământului din 2014, comuna are o populație de 1 851 de locuitori,  dintre care 48,6% bărbați și 51,4% femei.
| Grup etnic                    | Populație | % Procentaj |
| ----------------------------- | --------- | ----------- |
| Băștinași declarați Moldoveni | 1 560     | 91,3%       |
| Români                        | 97        | 5,7%        |
| Ucraineni                     | 30        | 1,8%        |
| Total                         | 1 851     |             |

## Administrație și politică
Primarul este Iulian Colesnic din partea PSRM, reales în noiembrie 2023.
Componența Consiliului local Volovița (11 consilieri), ales la 5 noiembrie 2023, este următoarea:
|  | Partid                                       | Consilieri | Componență | Componență | Componență | Componență | Componență | Componență | Componență |
|  | -------------------------------------------- | ---------- | ---------- | ---------- | ---------- | ---------- | ---------- | ---------- | ---------- |
|  | Partidul Socialiștilor din Republica Moldova | 7          |            |            |            |            |            |            |            |
|  | Partidul Acțiune și Solidaritate             | 3          |            |            |            |            |            |            |            |
|  | Partidul Comuniștilor din Republica Moldova  | 1          |            |            |            |            |            |            |            |